# Alex Johnson
Alex Johnson (Toronto, 18 gennaio 1988) è un ex cestista canadese.